# Macropanax maingayi
Espèce
Synonymes
- Arthrophyllum trifoliatum Ridl.[2]
- Hederopsis maingayi C.B.Clarke[2]

Statut de conservation UICN

 VU B1+2a : Vulnérable
Macropanax maingayi est une espèce de plantes à fleurs de la famille des Araliaceae.
Elle est classée espèce vulnérable par l’Union internationale pour la conservation de la nature sous le nom de Hederopsis maingayi.

## Synonymes
Macropanax maingayi a pour synonymes : 
- synonyme homotypique :
  - Hederopsis maingayi C.B.Clarke in J.D.Hooker, Fl. Brit. India 2: 739 (1879). (basionyme)
- synonymes hétérotypiques :
  - Arthrophyllum trifoliatum Ridl., J. Fed. Malay States Mus. 8(4): 43 (1916).
  - Hederopsis major Ridl., Bull. Misc. Inform. Kew 1929: 124 (1929).